# Otton Ier de Gueldre
 (mai 2019).
Si vous disposez d'ouvrages ou d'articles de référence ou si vous connaissez des sites web de qualité traitant du thème abordé ici, merci de compléter l'article en donnant les références utiles à sa vérifiabilité et en les liant à la section « Notes et références ».
Otton Ier de Gueldre, mort en 1207, fut comte de Gueldre et de Zutphen de 1182 à 1207. Il était fils de Henri Ier, comte de Gueldre et de Zutphen, et d'Agnès d'Arnstein. Il est considéré comme le premier comte de la région combinée de Gueldre et de Zutphen.

## Biographie
Particulièrement querelleur, il affronta régulièrement les comtes de Hollande et les évêques d'Utrecht. Il fit également la guerre au duc de Brabant, soutenant son ennemi le duc de Limbourg. Il attaqua également les Frisons. 
Lors des luttes entre Philippe de Souabe et Otton IV de Brunswick, il soutint les Hohenstaufen et se joignit notamment à l'empereur Frédéric Ier Barberousse lors de la troisième croisade (1189-1192), au cours de laquelle il participa à la prise d'Iconium en Turquie. 
Après la mort de Frédéric, certains croisés quittèrent l'armée chrétienne pour regagner leur fief mais Otton avait décidé de suivre l'un des groupes qui se dirigeait vers la Syrie et la Palestine. Après son arrivée en Terre sainte, Otton intégra l'armée de Guy de Lusignan, roi de Jérusalem, qui assiégeait la ville d'Acre. D’autres épreuves décimèrent l’armée de feu Frédéric et, au printemps 1191, la plupart des survivants étaient déjà rentrés chez eux. Otton, dernier représentant des forces issues des Pays-Bas, retourna sur ses terres en 1190.

## Mariages et enfants
Il épousa vers 1184 Richardis de Bavière († 1231), fille d'Otton de Scheyern, duc de Bavière et d'Agnès de Looz. Ils eurent :
- Henri, mort en 1197 avant son mariage avec Adeleis de Hollande († 1203) ;
- Gérard III (1185 † 1229), comte de Gueldre et de Zutphen ;
- Otton (1194 † 1215), évêque d'Utrecht (1213-1215) ;
- Louis († 1217), prévôt à Utrecht ;
- Adélaïde (1187 † 1218), mariée en 1197 à Guillaume Ier († 1222), comte de Hollande ;
- Ermengarde, mariée à Adolphe Ier († 1249), comte d'Altena, puis de la Marck ;
- Marguerite, mariée à Lothar II d'Are et de Hochstaden († 1237/1244) ;
- Mathilde, mariée à Henri II, comte de Nassau.

## Sources
- (de) Cet article est partiellement ou en totalité issu de l’article de Wikipédia en allemand intitulé « Otto I. (Geldern) » (voir la liste des auteurs).
- Généalogie des comtes de Gueldre.